# Schattenflucht

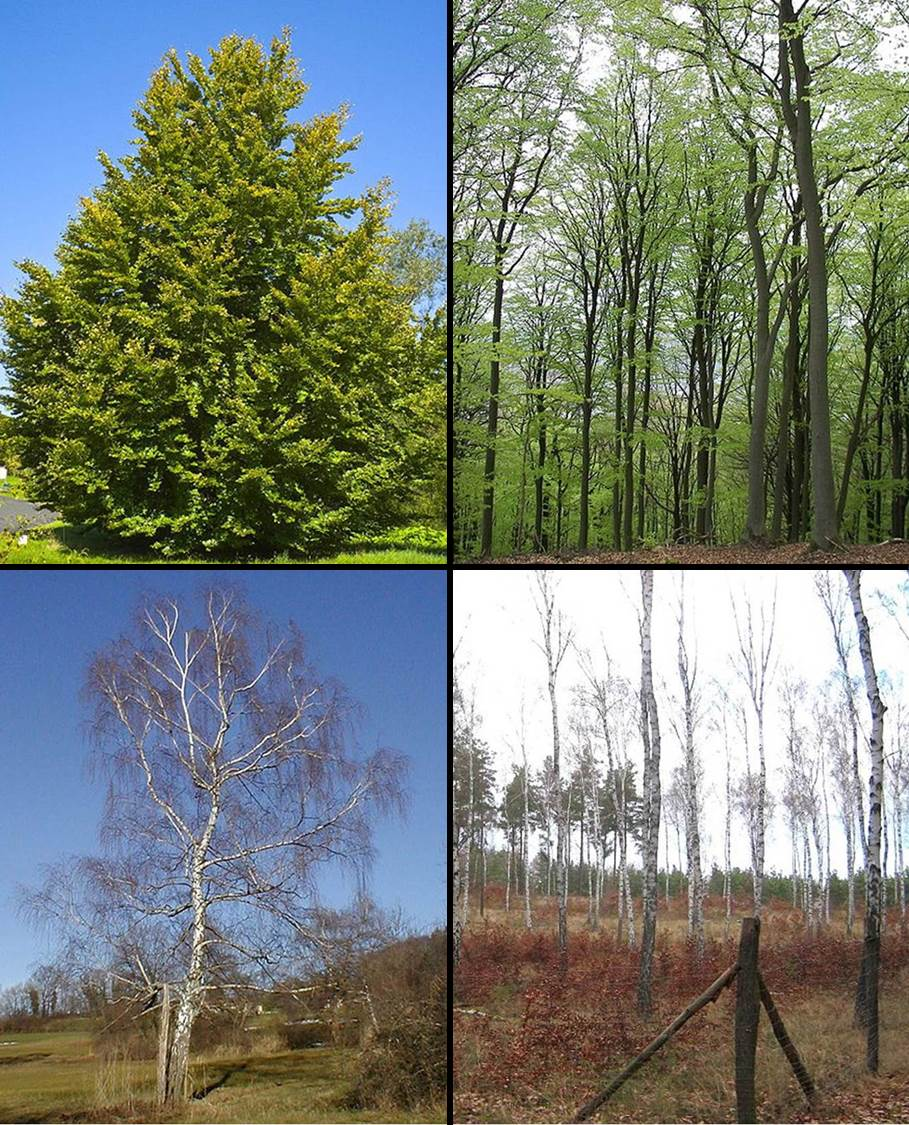
Gegenüberstellung von einzeln und dicht stehenden Bäumen zur Demonstration der Schattenflucht: Im Wald konkurrieren Bäume wie Rotbuchen (oben rechts) oder Birken (unten rechts) um Licht und weisen Apikaldominanz auf, die kennzeichnend für die Schattenflucht ist. Frei stehende Exemplare (links) sind hingegen stark verzweigt.

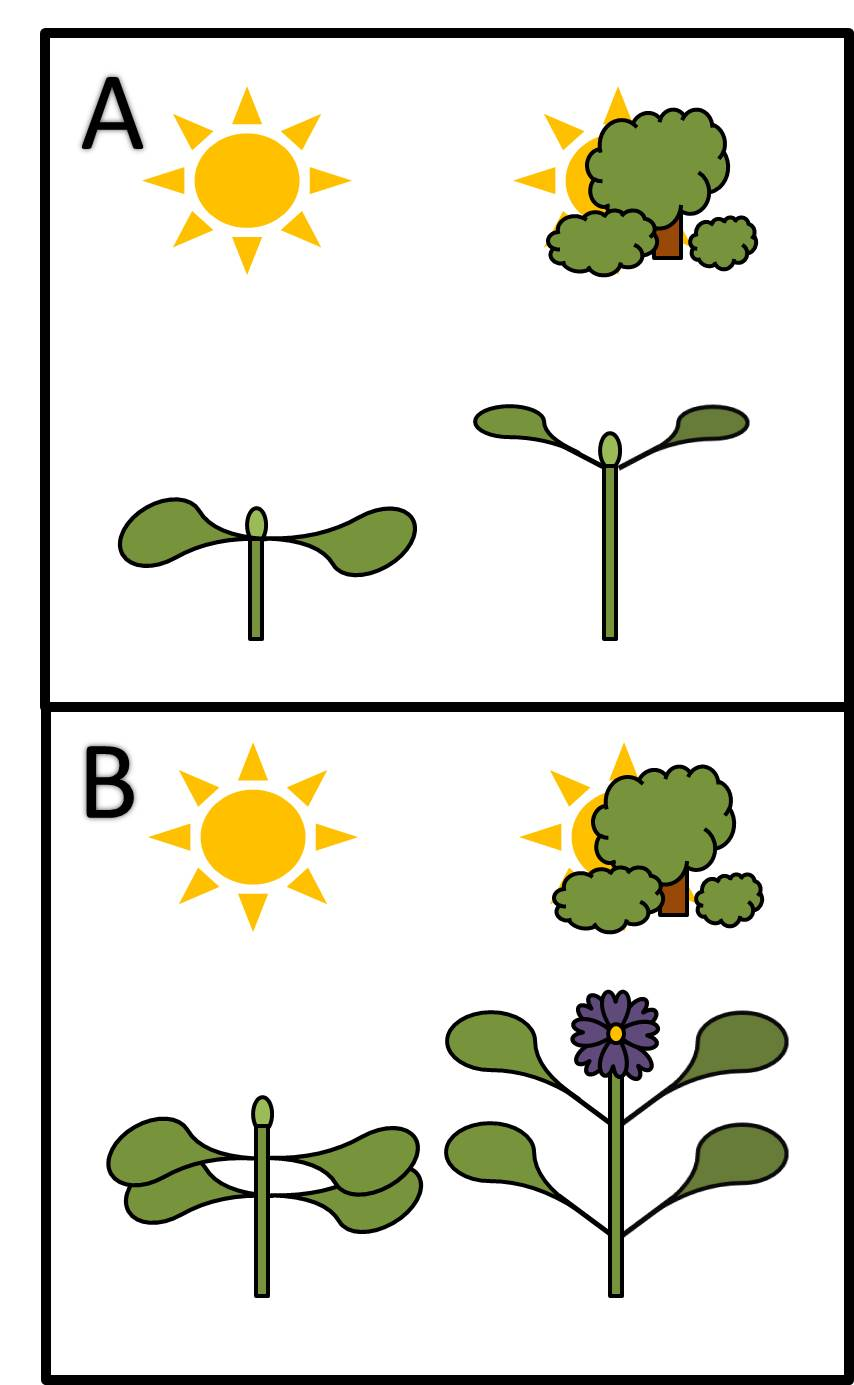
Schema zur Schattenflucht: A: Keimlinge weisen bei der Schattenflucht ein verstärktes Hypokotylwachstum, Hyponastie und eine beeinträchtigte Entfaltung der Keimblätter auf. B: Ältere Pflanzen zeigen verstärktes Wachstum der Internodien und Blattstängel, Apikaldominanz (hier nicht dargestellt) und ebenfalls Hyponastie.

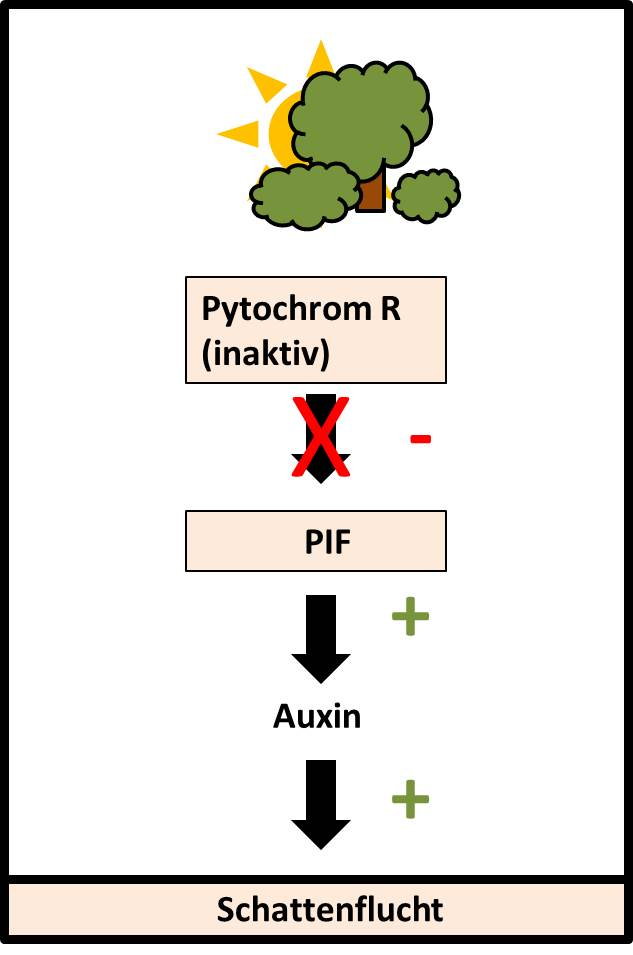
Auslösung der Schattenflucht: Durch die Umwandlung von Phytochrom in seine inaktive Form, werden Transkriptionsfaktoren (PIF) aktiv, die die Synthese von Auxin herbeiführen. Das Phytohormon ist für die wesentlichen Symptome der Schattenflucht verantwortlich.

Die Schattenflucht oder Schattenvermeidungsreaktion (englisch shade avoidance oder shade avoidance syndrome) umfasst verschiedene Anpassungen im Wachstum einer Pflanze als Reaktion auf eine Beschattung durch die umgebende Vegetation. Ihre Funktion besteht darin, die Lichtausbeute für die Photosynthese zu maximieren. Das wichtigste Signal zur Auslösung der Schattenflucht ist die Dominanz von dunkelrotem gegenüber hellrotem Licht in der schattigen Umgebung größerer Pflanzen. Je nach Pflanzenart, Ökotyp und Entwicklungsstadium kann die Schattenflucht folgende Merkmale aufweisen:
- Unterdrückung der Keimung bis zu einer Auflichtung der umgebenden Vegetation[1]
- Stärkeres Wachstum des Hypokotyls und verzögerte Entfaltung der Keimblätter bei Keimlingen
- Stärkeres Wachstum in die Höhe durch Verlängerung der Internodien
- Weniger Seitentriebe (Apikaldominanz) und speziell bei Süßgräsern wie Weizen und Mais weniger Ausläufer
- Verlängerung der Blattstiele
- Aufwärtsbewegung der Blätter (Hyponastie)
- Frühere Blühzeit

## Vorkommen und Funktion der Schattenflucht
Die Schattenflucht wird vor allem bei solchen Pflanzen in stärkerer Ausprägung beobachtet, die in niedrigeren Vegetationen außerhalb dichter Wälder (zum Beispiel Wiesen, Weiden und Felder) wachsen. In Wäldern, die ein mehr oder weniger geschlossenes Kronendach bilden, ist die Schattenflucht der Pflanzen in der Regel kaum oder gar nicht ausgeprägt, weil ein verstärktes Höhenwachstum keine günstigeren Lichtverhältnisse für die Photosynthese betreibenden Blätter ermöglichen würde. Die betroffenen Pflanzen zeigen stattdessen eine erhöhte Schattentoleranz, das heißt eine effektivere Ausnutzung des Sonnenlichts zum Beispiel mit Hilfe von größeren und dünneren Blättern. Wie in dichten Wäldern zeigen auch Pflanzen in sehr vegetationsarmen Gebieten höchstens eine schwach ausgeprägte Schattenflucht, wenn sich eine Beschattung durch andere Pflanzen selten ereignet und stärkere Winde wehen, denen hochgewachsene Sprosse nicht standhalten können.
Ist die Schattenflucht bei nicht schattentoleranten Pflanzen unterbunden, können Biomasse und Fortpflanzungserfolg erheblich reduziert sein: Diesen Effekt belegen Studien an Mutanten von Arabidopsis thaliana, die wegen eines gestörten Transports des Phytohormons Auxin während der Schattenflucht nicht so stark in die Höhe wachsen können und weniger Früchte (Schoten) bilden. Von landwirtschaftlichem Interesse ist, dass moderne Weizensorten bei gegenseitiger Beschattung im Gegensatz zu älteren Sorten mit einer Reduktion der Körner-Anzahl und teilweise mit verringertem Korngewicht reagieren. Vor diesem Hintergrund müssen zur Erreichung hoher Kornerträge ausreichende Abstände bei der Aussaat berücksichtigt werden. Zudem erhöht die Schattenvermeidungsreaktion die Anfälligkeit gegenüber Pathogenen und Pflanzenfressern.

## Variabilität der Schattenflucht
Nicht nur beim Weizen, sondern auch bei anderen Pflanzen sind die Merkmale der Schattenvermeidungsreaktion je nach genetischem Hintergrund und Umweltsituation innerhalb einer Art unterschiedlich ausgeprägt. Folgende Beispiele sollen diese Variabilität veranschaulichen:
- Arabidopsis thaliana blüht während der Schattenflucht unter Langtagbedingungen (16 Stunden Licht am Tag) früher, jedoch nicht unter Kurztagbedingungen (8 Stunden Licht am Tag).[5]
- Ein Ökotyp von Stellaria longipes aus einer Prärie-Vegetation Kanadas wächst bei Beschattung durch andere Pflanzen deutlich in die Höhe, während ein anderer Ökotyp aus Kanada, der in den offenen alpinen Regionen vorkommt, kein beschleunigtes Höhenwachstum zeigt.[6]
- Populationen von Impatiens capensis aus einem Waldgebiet auf Rhode Island zeigen im Gegensatz zu Populationen außerhalb des Waldes keine ausgeprägte Schattenflucht.[7]

## Molekulare Mechanismen
Grundlage zur Auslösung der Schattenvermeidungsreaktion ist die Umwandlung von einer aktiven in eine inaktive Form des rotlichtempfindlichen Proteins Phytochrom. Im Schatten einer Vegetation dominiert dunkelrotes gegenüber hellrotem Licht, wodurch die aktive Phytochrom-Form Pfr, die die Schattenflucht hemmt, zunehmend in die inaktive Form Pr umgewandelt wird. Die Inaktivierung des Phytochroms führt dazu, dass die zuvor gehemmten Transkriptionsfaktoren PIF (Phytochrome Interacting Factors) genregulatorische Funktionen wahrnehmen können. Die Transkriptionsfaktoren induzieren u. a. Gene von Enzymen, die an der Synthese des Phytohormons Auxin beteiligt sind. Die damit einhergehenden erhöhten Auxin-Konzentrationen entfalten verschiedene Wirkungen, die die Symptome der Schattenflucht bedingen:
- In Samen aktiviert Auxin das Gen für einen Transkriptionsfaktor, der die Keimung hemmt.[8]
- In Keimlingen und älteren Pflanzen werden Zellwand lockernde Enzyme (Pektinesterasen und -lyasen) auf Gen- und Proteinebene aktiviert, so dass sich die Zellen vergrößern können und ein sichtbares Längenwachstum erfolgt. Dabei ergibt sich die Aktivierung auf Proteinebene durch eine Ansäuerung der Zellwand, die ein pH-Optimum der Enzyme bewirkt.
- Erhöhte Auxin-Konzentrationen in den Zellen der Blattunterseite bewirken dort ein verstärktes Wachstum, so dass sich die Blätter nach oben bewegen (Hyponastie).[9]
- Auxin hemmt die Entwicklung von Seitentrieben (Apikaldominanz), indem es in den Seitenknospen die Gene für die Synthese des wachstumsfördernden Zytokinins ausschaltet.[10]
- Das Phytohormon induziert Gene von Transkriptionsfaktoren im Apikalmeristem, die eine Blütenentwicklung auslösen.[11]

Weitere Untersuchungen zeigen, dass auch abgeschwächtes Blaulicht und verstärktes Grünlicht, das wie dunkelrotes Licht im Schatten einer Vegetation dominiert, Symptome einer Schattenflucht auslösen können. In diesen Fällen setzt das auf Blau- und Grünlicht reagierende Protein Kryptochrom die Schattenvermeidungsreaktion in Gang.